# Parc Aretha-Franklin
Le parc Aretha Franklin est un espace vert public situé dans le sud du quartier de Charonne du 20e arrondissement de Paris, en France.

## Situation et accès
Le parc est localisé au sein du quartier Python-Duvernois et longe la rue Louis-Lumière.
Il est desservi par la ligne 3 à la station Porte de Bagnolet.

## Historique
Le parc ouvert le 18 juillet 2024 et inauguré le 11 septembre de la même année.
Il remplace un centre sportif et s'inscrit dans le réaménagement du nouveau quartier Python-Duvernois.

## Origine du nom
Le parc prend le nom de la chanteuse américaine et militante des droits civiques Aretha Franklin (1942-2018).
Le parc reçoit sa dénomination à la suite d'un vote du Conseil de Paris, par arrêté municipal du 12 juillet 2024.